# Adelchi Brach
Adelchi Brach (Terzo di Aquileia, 1º maggio 1928 – Messina, febbraio 2003) è stato un allenatore di calcio e calciatore italiano.

## Carriera

### Giocatore
Difensore friulano, militò nel Milan nella stagione 1949-1950, giocando solo partite amichevoli.
In seguito fu ceduto in Serie B al Messina nella stagione 1950-1951 insieme a Zonch e Bertoli. Con la maglia giallorossa ha debuttato il 1º novembre 1950 in Livorno-Messina (2-1): nella stessa partita ha anche segnato la sua prima rete. Nel Messina giocò nel ruolo di interno.
Nel 1955-56 passa alla Triestina in Serie A, viene inizialmente viene schierato come interno difensivo, per poi diventare, nelle stagioni successive, un difensore a tutti gli effetti. Nel 1957-58 vince con i giuliani il Campionato di Serie B e nel 1961-62 il Campionato di Serie C. Vanta 41 partite in Serie A con la Triestina.

### Allenatore
Seguì le giovanili della Triestina e l'Ivrea nel campionato di Serie C 1965-1966. Allenò il Messina nelle stagioni 1976-1977 (subentrando a Giorgio Rumignani dalla 17ª giornata per essere da lui sostituito alla 33ª), 1977-1978 (subentrando ad Enrico Hanset, dalla 20ª giornata) e 1978-1979, in cui fu esonerato alla 12ª giornata.

## Palmarès

### Giocatore
- Serie B: 1

Triestina: 1957-1958

### Allenatore
- Serie C: 1

Triestina: 1961-1962